# Troops of Tomorrow
Albums de The Exploited
Punks Not Dead Let's Start a War
Troops of Tomorrow est le deuxième album studio du groupe de punk britannique The Exploited. Sorti en 1982, il a été réédité par le label britannique Captain Oi! avec des bonus.

## Composition du groupe
- Wattie Buchan : chant
- Big John Duncan : guitare
- Garry Mc Cormack : basse
- Danny : batterie

## Liste des titres
1. Jimmy Boyle
2. Daily News
3. Disorder
4. Alternative
5. Fuck The USA
6. Rapist
7. Troops Of Tomorrow (reprise de The Vibrators)
8. UK 82
9. Sid Vicious Was Innocent
10. War
11. They Won't Stop
12. So Tragic
13. Germs
14. Attack (bonus)
15. Alternative (bonus single version)
16. Y.O.P (bonus)
17. Troops Of Tommorow (bonus 12" version)
18. Computers Don't Blunder
19. Addiction